# Intel 8080
El Intel 8080, implementat en NMOS, va ser un dels primers microprocessadors projectats i fabricats per l'Intel. La UCP de 8 bits va ser llançada a l'abril de 1974 amb un rellotge de 2 MHz (al voltant de 200.000 instruccions per segon), i és generalment considerada com el primer projecte de microprocessador realment utilitzable.
El 8080 va ser utilitzat en l'Altair 8800, un dels primers ordinadors personals.

## Descripció

### Model de programació
L'Intel 8080 va ser el successor del Intel 8008, això es devia al fet que era compatible a nivell font en el llenguatge assemblador perquè usaven el mateix conjunt d'instruccions desenvolupat per Computer Terminal Corporation. Amb un empaquetat més gran, DIP de 40 pins, es va permetre al 8080 proporcionar un bus d'adreces de 16 bits i un bus de dades de 8 bits, permetent el fàcil accés a 64 KB de memòria. Tenia set registres de 8 bits, sis dels quals es podien combinar en tres registres de 16 bits, un punter de pila en memòria de 16 bits que reemplaçava la pila interna del 8008, i un comptador de programa de 16 bits.

### Registres
```
Registres generals
+-+-+-+-+-+-+-+-+-+-+-+-+-+-+-+-+
| A | Flags | S Z A P C
+-+-+-+-+-+-+-+-+-+-+-+-+-+-+-+-+
| B | C | BC
+-+-+-+-+-+-+-+-+-+-+-+-+-+-+-+-+
| D | E | DE
+-+-+-+-+-+-+-+-+-+-+-+-+-+-+-+-+
| H | L | HL
+-+-+-+-+-+-+-+-+-+-+-+-+-+-+-+-+
```

```
Stack Pointer i Program Counter
+-+-+-+-+-+-+-+-+-+-+-+-+-+-+-+-+
| SP |
+-+-+-+-+-+-+-+-+-+-+-+-+-+-+-+-+
| PC |
+-+-+-+-+-+-+-+-+-+-+-+-+-+-+-+-+
```

### Esquema d'entrada/sortida
El 8080 tenia 256 ports de I/O (entrada/sortida) que podien ser usats pels programes mitjançant instruccions dedicades d'I/O, cadascuna d'aquestes instruccions prenent una adreça de port d'I/O com el seu operand. Aquest esquema, que usava un espai d'adreces separat per a les entrades/sortides, és ara usat menys comunament que el de mapatge de memòria per a dispositius o ports d'I/O. En el temps del llançament 8080, l'esquema de mapatge d'I/O era vist com un avantatge, doncs alliberava el nombre limitat de pins de direcció del processador per usar-ho a l'espai de adreces de la memòria. No obstant això, en la majoria de les altres arquitectures de CPU, el mapatge dels ports d'I/O en un espai d'adreces comuna per a la memòria i l'I/O, donava un conjunt d'instruccions més simple, amb cap necessitat d'instruccions separades d'I/O.

## Xips de suport
Un factor clau en l'èxit del 8080 va ser l'ampli rang de xips de suport disponibles, proporcionant, entre altres funcions, comunicacions, comptadors/temporitzadors, entrada/sortida, accés directe a memòria i controlador d'interrupcions programable.
- 8251. Controlador de comunicacions.
- 8253. Temporitzador programable d'intervals.
- 8255. Interfície programable de perifèrics.
- 8257. Controlador de DMA.
- 8259. Controlador programable d'interrupcions.

## L'impacte industrial
El 8080 va ser usat en molts dels primers microordinadors, com per exemple l'Altair 8800 de MITS i el IMSAI 8080, formant la base per a les màquines que funcionaven amb el sistema operatiu CP/M. Posteriorment, el 1976, apareix el microprocessador Zilog Z80, completament compatible amb el 8080 però més capaç, fet del qual el capitalitzaria, convertint-se el Z80 i el CP/M en la combinació dominant de CPU i SO del període, similar al x86 i el MS-DOS per al PC de la dècada posterior, els (anys 1980). El primer microordinador en una simple targeta va ser muntat sobre la base del 8080.
Poc després el llançament del 8080, va ser introduït el disseny competidor, el Motorola 6800, i després, el 6502, la variant del 6800 desenvolupada per MOS Technology. A Intel, el 8080 va ser seguit el 1976 pel compatible i elèctricament més elegant 8085, i més endavant, al juny de 1978, pel 8086 de 16 bits i al juny de 1979 pel 8088 de 8/16 bits, que eren compatibles a nivell del llenguatge assemblador amb el 8080. El 8088 que va ser seleccionat per IBM per al seu nou IBM PC per ser llançat el 1981. Al seu torn, per mitjà la seva arquitectura de conjunt d'instruccions (ISA), el 8080 va fer un impacte sostingut en la història de l'ordinador. El 2017, el 8080 encara era en producció a Lansdale Semiconductors.